# Afrikanismy v češtině
Lexikální afrikanismy v češtině, tedy lexikální prvky (slova) přejatá z afrických jazyků, se ujaly například jako označení pro zvířata či rostliny, které jsou v Africe endemické, typicky afrických plodin, jídel, hudebních nástrojů a jiných výrobků, jevů atd. Většinou jde o přejímky nepřímé, řetězové, prostřednictvím jiného jazyka, často o internacionalismy afrického původu (např. banán, makak, safari). Míra osvojení a adaptace se liší, některá slova jsou v češtině pociťována jako domácí, jiná jako cizí.

## Přejatá slova
Seznam obsahuje slova, u nichž je předpokládán nebo uvažován africký původ. 

### Zvířata

#### Savci

##### Sudokopytníci
- impala, druh antilop
- adax, adax núbijský, druh antilop[1]
- kudu, označení dvou druhů antilop rodu Tragelaphus
- nyala, označení dvou druhů antilop rodu Tragelaphus
- sitatunga, též antilopa bahenní či lesoň bahenní, druh antilopy rodu Tragelaphus
- bongo, bongo lesní, druh antilopy rodu Tragelaphus
- lečve, voduška červená, druh antilopy
- okapi, okapia, sudokopytník příbuzný žirafě
- topi
- velbloud, rod sudokopytníků
- žirafa, rod sudokopytníků
- dikdik, skupina turovitých sudokopytníků z rodu Madoqua
- gnu, pakůň

##### Lichokopytníci
- kvaga, vyhubený poddruh zebry

##### Opice
- babakoto, též indri, druh lemura
- čakma
- dril
- dželada
- gorila
- gueréza
- makak
- maki
- mandril
- poto
- sifaka
- šimpanz
- vari

##### Šelmy
- basenji, psí plemeno
- fosa, madagaskarská šelma
- kocour, kočka
- lev

##### Hlodavci
- gundi, skupina hlodavců

#### Ptáci
- ibis
- simbil
- turako

#### Plazi
- mamba

#### Hmyz
- mopane
- tse-tse
- farao

### Rostliny

#### Stromy
- akát
- baobab
- duma
- kola, cola
- mopan
- rafie
- ravenala

##### Dřevo
- eben
- iroko
- mopan, mopane
- okoumé, okumé

#### Byliny
- banán
- dochan
- endivie
- jam, yam
- lilie
- okra
- tef

#### Jedlé části plodin
- banán
- jam, yam
- kola, cola
- okra

### Nemoci
- gumma
- nagana

### Chemie, přírodniny
- bazalt
- natrium
- nitro-
- yohimbin, johimbin

### Místa, přírodní jevy ap.
- safari
- oáza
- harmattan, harmatan, harmatán

### Výrobky

#### Jídla a nápoje
- fufu
- gumbo
- indžera, injera
- kuskus, kus-kus
- matoke
- ugali

#### Hudební nástroje

##### Bicí nástroje
- agoga
- balofon
- djembe, djembé
- kalimba
- marimba, marimbafon
- mbira

##### Strunné nástroje
- banjo, bendžo
- kora

##### Jiné
- vuvuzela
- jukebox, juke-box

#### Jiné výrobky
- cedi, ghanská měna, z kvaského jazyka akan, pravděpodobně z dialektu fante, ze slova sedi ve významu malá ulita, kauri.[2]
- ebonit
- guma
- kanape
- papír
- papyros, papyrus
- sandál
- pyramida

### Tituly panovníků
- faraon, faraón, farao
- něguš, negus
- rás

### Kultura
- samba

### Nadpřirozeno
- voodoo, vúdú
- zombie